# Monasterio de las Carmelitas Descalzas (Vélez-Málaga)
El monasterio de las Carmelitas Descalzas, también llamado convento de Jesús, María y José, situado en la plaza de las Carmelitas de Vélez-Málaga, uno de los núcleos urbanos de la provincia de Málaga (España) con mayor concentración de establecimientos religiosos, supone, por su existencia y tipología, un claro exponente de lo que significó el devenir histórico de la ciudad durante el período del barroco. 
El convento, fundado en el siglo XVIII, estaba emplazado en su origen a las afueras del casco urbano, en una zona de mansiones y huertas con poca densidad de población. Con el transcurso de los años se constituyó en núcleo vertebrador de un nuevo barrio, de forma que la explanada que se extiende ante él pasó a denominarse Plaza de las Carmelitas y actualmente es la zona más céntrica, donde se ubican la mayor parte de los edificios oficiales y administrativos. 
El edificio presenta un indudable interés histórico, al ilustrarnos acerca de un proceso muy común y característico del origen de los cenobios femeninos, como es la readaptación e intercomunicación de unas casas preexistentes ampliadas conforme las crecientes necesidades espaciales, en este caso son dos viviendas señoriales construidas hacia mediados del siglo XVII, de las que se conserva un patio con galería en escuadra, el denominado Patio de las Flores. 
Desde el punto de vista artístico, destacan entre sus partes integrantes, el claustro, con sus doce columnas pétreas de fuste liso, la escalera principal cubierta por artesonado, con los muros decorados por azulejos del XVIII de carácter figurativo, piezas de gran valor para documentar las vestimentas y modos de vida de la época, y la Iglesia, construida entre 1738 y 1745, bajo la dirección del provincial de la orden carmelita, Padre Andrés de Santa Teresa, según las características del esquema carmelitano y en cuyo interior merece resaltarse la conservación del programa pictórico original, ejecutado mediante la técnica del fresco, con representaciones de santos relacionados con la orden carmelita y la presencia del camarín, cubierto con cúpula sobre pechinas, en el que se desarrolla un trabajo laborioso de yeserías de hojarascas carnosas, cartelas y espejos, además de un conjunto de bienes muebles de singular importancia. 

## Descripción
El inmueble ocupa una amplia extensión, predominando el carácter horizontal de la edificación de dos plantas, altura que sólo sobrepasa la iglesia y la torre mirador que se adosa a la misma. 
La fachada principal se extiende ante la Plaza de las Carmelitas y en ella se pueden distinguir la zona perteneciente al convento, la torre mirador y la iglesia. 
La portada del convento, que se encuentra ligeramente descentrada con respecto a la fachada, aparece configurada como un gran vano adintelado de piedra caliza rematado con una leve cornisa, tras ella se accede a la portería, donde se ubica el torno. 
El claustro o patio principal del monasterio, situado a continuación, es de planta cuadrada y se encuentra flanqueado por galerías adinteladas en planta baja y alta. 
La galería inferior está resuelta mediante doce columnas de piedra de fuste liso sobre las que apoyan zapatas que a su vez son las que sustentan las vigas de madera de la galería del segundo piso, éste presenta elementos sustentantes de hierro fundido colocados tras el terremoto de 1884. En el centro del patio aparecen los restos de la primitiva fuente. 
La escalera principal, núcleo de comunicación entre las dos galerías, se encuentra ubicada en el lado oeste del claustro, se accede a través de un arco de medio punto y se compone de dos tramos y una meseta, su interés primordial radica en el artesonado de la cubierta y en el revestimiento de los muros, un zócalo de azulejos de carácter figurativo en el que se representan personajes cortesanos, animales, aves y flores, probablemente realizado en los talleres trianeros en el siglo XVIII. 
Al fondo, en el lateral sudeste de la edificación, se encuentra un segundo patio, denominado Patio de las Flores, el cual es el original de una de las casas que se readaptaron para convento, uno de los lados está formado por el muro de cierre con la calle, los otros tres presentan galerías de arcos de medio punto sobre pilares enfoscados y enjabelgados en la planta baja, y en la planta superior una terraza en forma de L. Es un espacio ajardinado mediante arriates con plantas ornamentales y frutales. 
La huerta se encuentra al fondo de la edificación, constituye un amplio espacio abierto de forma trapezoidal, contiene alberca de riego y en ella se cultivan frutales, hortalizas y especies ornamentales. 
La iglesia constituye una crujía dispuesta de forma transversal a la plaza a la que presenta su portada principal ubicada a los pies. Es de planta de cajón, de una sola nave cubierta por bóveda cañón reforzada con arcos fajones y lunetos y, en el espacio anterior al presbiterio, una cúpula semiesférica sobre pechinas. 
A los pies se encuentra el coro alto y a la izquierda del presbiterio el coro bajo. Tras el altar mayor el camarín, al que se accede a través de una pequeña puerta situada a la derecha, es de pequeñas dimensiones, de planta cuadrada y se cubre mediante bóveda semiesférica sobre pechinas, cuya base aparece recortada por una cornisa mixtilínea. Presenta una abundante decoración de yeserías policromadas y doradas, adoptan formas de hojarascas muy carnosas, veneras, perlas y moldurajes diversos que simulan un despiece de la cúpula en gajos mediante nervaduras pintadas. 
Todo el interior de la nave se encuentra decorado con pinturas murales de la misma época que el edificio, son en su mayor parte representaciones de santos relacionados con la orden carmelita, están enmarcadas por elementos decorativos de frisos, hojarascas, molduras, etc. 
La portada principal se abre a los pies y responde estéticamente a los cánones de la orden carmelitana. Se estructura como un gran retablo, está realizada en piedra caliza, se compone de un primer cuerpo con vano de acceso de medio punto entre pilastras adosadas sobre las que apoya un sencillo entablamento, en el segundo cuerpo, una hornacina avenerada flanqueada por pilastras y volutas en sus extremos laterales, se remata mediante un frontón curvo. 
Justo a la izquierda de la fachada principal de la Iglesia, entre esta y la del recinto conventual, se erige la torre mirador, es de gran robustez, de planta rectangular y cuatro cuerpos de altura, en los tres primeros se abren pequeños vanos cerrados por rejas, en el cuarto y último, el mirador, en cuyos lados se abren dos grandes huecos adintelados entre pilastras rematados por frontones triangulares. Al exterior la cubierta es de tejas a cuatro aguas. 